# Cyaanamide
Cyaanamide is het amide van blauwzuur (waterstofcyanide). Het is een kleurloze, kristallijne en hygroscopische vaste stof, die goed oplosbaar is in water.

## Synthese
Cyaanamide wordt bereid door de hydrolyse van calciumcyaanamide (kalkstikstof) in aanwezigheid van koolstofdioxide:
{\displaystyle \mathrm {CaCN_{2}\ +\ H_{2}O\ +\ CO_{2}\ \longrightarrow \ H_{2}NCN\ +\ CaCO_{3}} }
Het kan ook bereid worden door de reactie van ammoniak met koolstofdioxide in de gasfase, of door verhitting van ureum of biuret. Bij deze reacties wordt ook melamine gevormd.

## Derivaten
Van cyaanamide worden andere chemicaliën afgeleid, onder meer:
- dicyaandiamide of cyanoguanidine, een bouwsteen voor kunstmeststoffen, farmaceutische stoffen, kunststoffen en andere chemicaliën:
- melamine (een cyclisch trimeer van cyaanamide);
- calciumcyaanamide (kalkstikstof), gebruikt in kunstmest. Calciumcyaanamide wordt ook wel cyaanamide genoemd.

## Toepassingen
Cyaanamide wordt gebruikt als herbicide en plantengroeiregelaar in de landbouw: het remt met name de fotosynthese.

## Regelgeving
De Europese Commissie heeft op basis van een onderzoek naar de effecten van cyaanamide op de menselijke gezondheid en het milieu besloten om de stof niet meer toe te laten als gewasbeschermingsmiddel, omdat de verwachte blootstelling eraan van de toedieners van de stof onaanvaardbaar hoog is. Bestaande toelatingen voor producten die cyaanamide bevatten moesten tegen 18 maart 2009 worden ingetrokken.

## Toxicologie en veiligheid
Cyaanamide is een reactieve stof die bij verhitting explosief kan polymeriseren. Ze reageert heftig met zuren, sterk oxiderende en sterk reducerende stoffen.
Het is een toxische stof bij inslikking of contact met de huid. Het product heeft een disulfiram-effect, hetgeen wil zeggen dat het de werking verhindert van aceetaldehyde dehydrogenase, het enzym dat bij de afbraak van alcohol ervoor zorgt dat het giftige aceetaldehyde omgezet wordt in azijnzuur. Inname van alcohol kan dan al bij kleine hoeveelheden (bijvoorbeeld 1 glas) leiden tot zeer ernstige symptomen (daling van de bloeddruk, versnelde hartslag, ...).